# Kompandierung

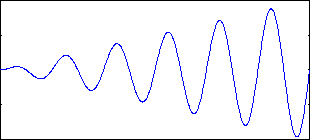
Eingangssignal

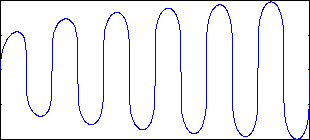
Nach Kompression, vor Expandierung

Unter Kompandierung versteht man in der Nachrichtentechnik ein Verfahren, mit dem man die nachteiligen Auswirkungen eines begrenzten Dynamikumfangs in einem Übertragungs- oder Speicherverfahren für Tonsignale abschwächen kann. Damit kann das Signal-Rausch-Verhältnis verbessert und Übersteuerung vermieden werden. Der Ausdruck ist ein Kofferwort aus „Kompression“ und „Expandierung“. Das Verfahren wird u. a. beim Telefon eingesetzt.

## Abgrenzung

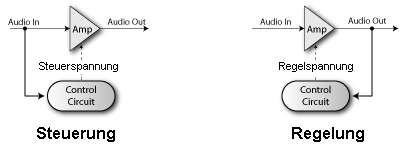
Kompandierung ist eine Steuerung, Dynamikkompression eine Regelung

Kompandierung ist ein nichtlinearer, statischer Prozess, bei dem die Signalspannung durch eine festgelegte Kennlinie vorverzerrt („komprimiert“) und dann zum Ziel übertragen wird. In dieser Form ist das Signal sehr stark verzerrt. Bei der Wiedergabe durchläuft das Signal einen „Expander“ mit komplementärer Kennlinie, wo es wieder in die originale Kurvenform zurückverwandelt wird. Der Qualitätsverlust ist meist gering.
Kompandierung wird oft verwechselt mit Komprimierung, bei der eine von einem Hüllkurvendemodulator erzeugte Steuerspannung die Verstärkung eines (linear arbeitenden) Voltage Controlled Amplifiers relativ langsam (im Hertz-Bereich) so verändert, dass die Ausgangsspannung in einem gewünschten Rahmen bleibt. Damit lässt sich entweder Übersteuerung vermeiden oder (beim Dolby-System) störendes Rauschen verringern. Die dabei teilweise deutlich hörbare Veränderung des Originals wird hierbei billigend in Kauf genommen. Die durch einen Kompressor hervorgerufenen Amplitudenänderungen lassen sich durch einen Expander nur teilweise rückgängig machen.

## Funktionsprinzip
Der sehr große Dynamikbereich von Sprache wird in Telefonanlagen mittels A-law-Verfahren vorverzerrt. Da sich die Kennlinie nur schwer mit analogen Mitteln erzeugen lässt, wird sie erst nach der Digitalisierung vorgenommen. Der Analog-Digital-Umsetzer arbeitet zunächst mit 12-Bit Genauigkeit, was einem Dynamikumfang von 72 dB entspricht. Das A-law-Verfahren verringert den Amplitudenbereich auf ±42 dB, weshalb die Daten mit 8-Bit Genauigkeit übertragen werden können. Am Zielort werden die Daten zuerst auf die ursprüngliche 12-Bit Genauigkeit umgerechnet und dann von einem Digital-Analog-Umsetzer in das Sprachsignal zurückverwandelt.
Das beschriebene Verfahren wird als Vorverzerrung von Amplituden im Zeitbereich bezeichnet. Zur Verminderung des hochfrequenten Rauschens wird Pre-Emphasis verwendet, das man als Vorverzerrung von Amplituden im Frequenzbereich bezeichnen kann.